# Blindholzgestell
Das Blindholzgestell eines Möbelstücks – Polstermöbel – bezeichnet das Gestell bzw. den Rahmen, der durch die Überpolsterung verdeckt wird. Daher kommt es bei Blindholzgestellen im Wesentlichen nicht auf das Aussehen des Holzes oder Materials an. Teilweise ist es möglich, dass Teile des Möbelstückes trotzdem sichtbar sind, zum Beispiel Füße oder Blenden.
Den Gegensatz dazu bilden Sichtholzgestelle. Hier kommt es in erster Linie auf das Aussehen des Holzes, also die Struktur und Beschaffenheit (z. B. Splitterfreiheit) an.